# Daniel Gastl
Daniel Gastl (Innsbruck, 28 de junio de 1993) es un deportista austríaco que compite en lucha grecorromana. Ganó una medalla de bronce en el Campeonato Europeo de Lucha de 2022, en la categoría de 97 kg.

## Palmarés internacional
| Campeonato Europeo | Campeonato Europeo | Campeonato Europeo | Campeonato Europeo |
| Año                | Lugar              | Medalla            | Categoría          |
| ------------------ | ------------------ | ------------------ | ------------------ |
| 2022               | Budapest (Hungría) | Medalla de bronce  | 97 kg              |